# Бамбукова акула арабська
Бамбукова акула арабська (Chiloscyllium arabicum) — акула з роду бамбукова акула родини азійські котячі акули. Інші назви «перська бамбукова акула», «заплутана бамбукова акула», «перська котяча акула».

## Опис
Загальна довжина в середньому сягає 50-60 см, максимальна — 78 см. Голова відносно велика, морда округла. Очі середнього розміру, розташовані високо. Позаду очей, трохи нижчі є великі бризкальця. Ніздрі розташовані далеко від морди. Рот невеликий, є невеличка шкірна складка на підборідді, що завершується біля кутів рота. Зуби широкі, з трьома верхівками, середня — більше бокових. На верхній щелепі присутні 26-35 зубів, на нижній — 21-32. У неї 5 зябрових щілин. Тулуб подовжений, циліндричний. Скелет нараховує 141–175 хребців. На спинній частині тулуба від середини грудних до завершення спинних плавців. Плавці безскелетні. Грудні плавці маленькі, широкі та округлі. Черевні плавці зовні та за розмірами схожі на грудні. Перший спинний плавець більше другого, розташований над черевними. Анальний плавець довгий — від другого спинного до хвостового плавців. Хвостовий плавець має атрофовану нижню лопать.
Забарвлення коричневе та світло-коричневе. Плавці іноді мають помаранчевий відтінок та бліді світлі плями. Черево білувате.

## Спосіб життя
Тримається на глибині до 100 м, хоча частіше не глибше 10 м. Воліє коралові рифи, кам'янисті та скелясті ділянки дна, мангрові зарості, підводну рослинність. Це бентофаг. Живиться молюсками, морськими зміями, морськими червами, ракоподібними, дрібною рибою.
Статева зрілість у самців настає при розмірі у 58 см, саммиць — 45-54 см. Це яйцекладна акула. При паруванні самець хапає самицю зубами за грудні плавці. Самиця декілька раз на рік відкладає 4 яєць-капсул. Через 70-80 діб з'являються акуленята розміром 10 см.

## Розповсюдження
Мешкає у Перській затоці та Аравійському морі (біля узбережжя Пакистану та Індії).